# Asia Rugby Championship Division 2 2023
El Asia Rugby Championship Division 2 de 2023 fue la decimosexta edición del torneo de tercera división organizado por la federación asiática (AR).
El campeonato se disputó en la ciudad de Doha, Catar.

## Equipos participantes
- Selección de rugby de Catar
- Selección de rugby de India
- Selección de rugby de Kazajistán

## Tabla de posiciones
| Pos. | Equipo     | Encuentros | Encuentros | Encuentros | Encuentros | Tantos  | Tantos    | Tantos     | Puntos Bonus | Puntos Totales |
| Pos. | Equipo     | jugados    | ganados    | empatados  | perdidos   | a favor | en contra | diferencia | Puntos Bonus | Puntos Totales |
| ---- | ---------- | ---------- | ---------- | ---------- | ---------- | ------- | --------- | ---------- | ------------ | -------------- |
| 1    | Catar      | 2          | 2          | 0          | 0          | 67      | 17        | +50        | 2            | 10             |
| 2    | Kazajistán | 2          | 1          | 0          | 1          | 39      | 57        | -18        | 1            | 5              |
| 3    | India      | 2          | 0          | 0          | 2          | 29      | 61        | -32        | 2            | 2              |

Nota: Se otorgan 4 puntos al equipo que gane un partido, 2 al que empate y 0 al que pierda
Puntos Bonus: 1 punto por convertir 4 tries o más en un partido y 1 al equipo que pierda por no más de 7 tantos de diferencia

## Desarrollo
| 30 de abril | Catar | 32 - 7 | India |  |  |

| 3 de mayo | India | 22 - 29 | Kazajistán |  |  |

| 6 de mayo | Catar | 35 - 10 | Kazajistán |  |  |

| Bandera de Catar               |
| Campeón de la División 2 Catar |
| Primer título                  |